# Anne Jahren
Anne Jahren (Bærum, 20 juni 1963) is een Noors langlaufster.

## Carrière
Jahren werd in 1984 olympisch kampioen op de estafette, tijdens deze zelfde spelen won Jahren de bronzen medaille op de 20 kilometer. Vier jaar tijdens de spelen van Calgary won Jahren de zilveren medaille op de estafette.
Jahren won tijdens de wereldkampioenschappen van 1987 de wereldtitel op de 10 kilometer.

## Belangrijkste resultaten

### Olympische Winterspelen
| Editie | Plaats   | Resultaten                                        |
| ------ | -------- | ------------------------------------------------- |
| 1984   | Sarajevo | 7e 5 km · 5e 10 km · 20 km · estafette            |
| 1988   | Calgary  | 4e 5 km klassiek · 16e 10 km klassiek · estafette |

### Wereldkampioenschappen langlaufen
| Editie | Plaats     | Resultaten                                                    |
| ------ | ---------- | ------------------------------------------------------------- |
| 1985   | Seefeld    | 5e 5 km klassiek · 5e 10 km vrij · estafette                  |
| 1987   | Oberstdorf | 8e 5 km klassiek · 10 km klassiek · 8e 20 km vrij · estafette |
| 1989   | Lahti      | 5e 15 km klassiek · estafette                                 |